# Lyciscinae
Die Lyciscinae bilden eine Unterfamilie der Familie Lyciscidae innerhalb der Erzwespen (Chalcidoidea).
Die Lyciscinae umfassen den Großteil der Arten und Gattungen der Lyciscidae, eine Familie, die erst 2022 im Rahmen einer Revision aufgrund molekularbiologischer und morphologischer Studien aus den Pteromalidae ausgegliedert wurde und den Rang einer Familie errang. Zuvor wurde diese Gruppe den Cleonyminae innerhalb der Pteromalidae zugerechnet. Die Typusgattung ist Lycisca Spinola, 1840. 

## Merkmale
Burks et al. (2022) beschreiben die Unterfamilie Lyciscinae anhand folgender morphologischer Eigenschaften: Die Fühler besitzen 7 oder 8 Geißelglieder, wovon gewöhnlich ein einzelnes Keulenglied (Clavomer) dazugehört, in wenigen Fällen auch zwei sowie bei manchen Männchen drei. Die Augen sind ventral divergierend. Der Clypeus ist mit oder ohne eine quer gerichtete subapikale Furche. Das sklerotisierte Labrum ist entweder hervorstehend oder vom Clypeus verdeckt. Es weist eine Reihe von Randborsten auf, die sich nach vorne erstreckt. Die Mandibeln weisen 2 oder 3 Zähne auf, manchmal mit einer Verkürzung der dorsalen Zähne. Die subforaminale Brücke ist mit verlängerter unterer Tentoriumsbrücke und mit sekundären tentorialen Gruben, die bis zur konvergenten hypostomalen Carina (Kiel) reichen. 
Die Vertreter der Unterfamilie sind mit oder ohne postgenaler Rille und postgenaler Lamina. Das Pronotum weist eine weiche mediane Längslinie oder Carina auf. Die Notauli sind vollständig. Das Mesoscutellum ist gewöhnlich ohne ein Frenum. Die Vertreter der Lyciscidae sind gewöhnlich ohne, selten mit axillularer Längsfurche (Sulcus). Der mesopleurale Bereich weist kein erweitertes Acropleuron auf. Das Mesepimeron reicht nicht über den Vorderrand des Metapleurons. Alle Beine weisen 5 Tarsenglieder auf. Der protibiale Sporn ist kräftig und gebogen. Der basitarsale Kamm ist längs gerichtet. Die mittleren Femora sind mit oder ohne ventrale Zähne oder Erweiterung. Im Falle, dass die mittleren Femora ventrale Zähne aufweisen, befinden sich am verkürzten metatibialen Apex apikale Sporne. Das Metasoma weist ein Syntergum auf und ist daher ohne Epipygium (Subgenitalplatte), obwohl einige Carinae manchmal am Syntergum vorhanden sind.

## Verbreitung
Die Lyciscinae kommen in Nord-, Mittel- und Südamerika sowie in Australasien vor.

## Lebensweise
Zu den Lyciscinae gehören Parasitoide holzbewohnender Käferlarven aus der Familie der Bockkäfer. Weitere bekannte Wirte zählen zu den Schaben, den Bauchsammlerbienen (Megachilidae), zu den Solitären Faltenwespen (Eumeninae) sowie zur Grabwespenfamilie Sphecidae. Ferner gelten mehrere Arten als Hyperparasiten von Brackwespen.

## Innere Systematik
Die Lyciscinae umfassen folgende Gattungen:
- Agamerion Haliday, 1844 – 10 Arten
- Amazonisca Hedqvist, 1959 – 1 Art (A. batesi)
- Chadwickia Bouček, 1988 – 1 Art (C. longiceps)
- Epistenia Westwood, 1832 – 14 Arten
- Eupelmophotismus Girault, 1920 – 4 Arten
- Hadroepistenia Gibson, 2003 – 2 Arten
- Hedqvistia Gibson, 2003 – 1 Art (H. reticulata)
- Lycisca Spinola, 1840 – 10 Arten
- Marxiana Girault, 1932 – 1 Art (M. grandiosa)
- Mesamotura Girault, 1925 – 4 Arten
- Neboissia Bouček, 1988 – 2 Arten
- Neoepistenia Hedqvist, 1959 – 1 Art (N. flavoscapus)
- Nepistenia Bouček, 1988 – 1 Art (N. septem)
- Paralycisca Hedqvist, 1959 – 1 Art (P. cristata)
- Parepistenia Dodd, 1915 – 3 Arten
- Proglochin Philippi, 1871 – 2 Arten
- Proshizonotus Girault, 1928 – 19 Arten
- Protoepistenia Gibson, 2003 – 1 Art (P. melanocara)
- Riekisura Bouček, 1988 – 2 Arten
- Romanisca Hedqvist, 1959 – 1 Art (R. annulicornis)
- Scaphepistenia Gibson, 2003 – 2 Arten
- Shedoepistenia Gibson, 2003 – 1 Art (S. noyesi)
- Striatacanthus Gibson, 2003 – 2 Arten
- Thaumasura Westwood, 1868 – 37 Arten
- Urolycisca Roman, 1920 – 3 Arten
- Westwoodiana Girault, 1922 – 2 Arten